# Хеллер, Мариэль
Мариэ́ль Стайлз Хе́ллер (англ. Marielle Stiles Heller; род. 1 октября 1979) — американский режиссёр, сценарист и актриса.

## Биография
Хеллер родилась в округе Марин, штат Калифорния, и выросла в Аламиде, в семье хиропрактика Стива Хеллера и художницы Энни Стайлз-Хеллер. У неё есть брат, Нейт, — музыкант и композитор, а также сестра, Эмили, — комедиантка и сценаристка. Хеллер училась в Калифорнийском университете в Лос-Анджелесе, а также Королевской академии драматического искусства в Лондоне.
Хеллер начинала карьеру как актриса. Она имела эпизодическую роль в одном из эпизодов сериала «Спин-Сити», а также появилась с ролями в фильмах «Супер Макгрубер» и «Прогулка среди могил».
В 2015 году Хеллер выпустила свой режиссёрский и сценарный дебют, комедийную драму «Дневник девочки-подростка», снятую на основе графического романа Фиби Глокнер. Премьера картины состоялась на фестивале «Сандэнс» в январе 2015 года, а августе того же года она вышла в ограниченном прокате на территории США. Фильм получил положительные отзывы критиков и принёс Хеллер премию «Независимый дух», а также номинации на премии «Готэм» и Гильдию режиссёров Америки. В том же году Хеллер дебютировала как телевизионный режиссёр, поставив один эпизод сериала «Очевидное», после чего, в 2016 году, сняла два эпизода сериала «Без обязательств».
В 2018 году Хеллер поставила биографический фильм «Сможете ли вы меня простить?» о писательнице Ли Израэль, заняв место выбывшей из проекта режиссёра Николь Холофсенер, которая написала сценарий совместно с Джеффом Уитти. Фильм получил положительные отзывы критиков и принёс исполнителям главных ролей Мелиссе Маккарти и Ричарду Э. Гранту ряд номинаций, в том числе на премии «Оскар», BAFTA и «Золотой глобус».
В 2019 году Хеллер выступила в качестве режиссёра биографического фильма «Прекрасный день по соседству» о телеведущем Фреде Роджерсе, сценарий к которому написали Мика Фитцерман-Блю и Ноа Харпстер. Фильм получил положительные отзывы критиков, принеся Тому Хэнксу первую с 2001 года номинацию на премию «Оскар».
В 2020 году Хеллер имела регулярную роль в мини-сериале Netflix «Ход королевы».
Следующим проектом Хеллер станет мини-сериал «Пять женщин», основанный на подкасте «Эта американская жизнь», и повествующий о жизнях нескольких женщин, столкнувшихся с сексуальными домогательствами со стороны одного и того же начальника. Хеллер выступит в качестве режиссёра, шоураннера, а также исполнительного продюсера шоу.

## Личная жизнь
С 2007 года Хеллер замужем за комиком Йормой Такконе. У них есть сын — Уайли Рэд Хеллер Такконе (род. 12 декабря 2014).

## Фильмография

### Режиссёрские работы
Кино
| Год  | Русское название             | Оригинальное название               | Сфера деятельности | Сфера деятельности | Примечания |
| Год  | Русское название             | Оригинальное название               | Режиссёр           | Сценарист          | Примечания |
| ---- | ---------------------------- | ----------------------------------- | ------------------ | ------------------ | ---------- |
| 2015 | Дневник девочки-подростка    | The Diary of a Teenage Girl         | Да                 | Да                 |            |
| 2018 | Сможете ли вы меня простить? | Can You Ever Forgive Me?            | Да                 |                    |            |
| 2019 | Прекрасный день по соседству | A Beautiful Day in the Neighborhood | Да                 |                    |            |
| 2023 | Ночная сучка                 | Nightbitch                          | Да                 | Да                 |            |

Телевидение
| Год  | Русское название | Оригинальное название | Сфера деятельности | Сфера деятельности | Примечания                                |
| Год  | Русское название | Оригинальное название | Режиссёр           | Сценарист          | Примечания                                |
| ---- | ---------------- | --------------------- | ------------------ | ------------------ | ----------------------------------------- |
| 2015 | Очевидное        | Transparent           | Да                 |                    | Эпизод: «New World Coming»                |
| 2016 | Без обязательств | Casual                | Да                 |                    | 2 эпизода                                 |
| TBA  | Пять женщин      | Five Women            | Да                 |                    | Также шоураннер и исполнительный продюсер |

### Актёрские работы
Кино
| Год  | Русское название                             | Оригинальное название              | Роль                         | Примечания             |
| ---- | -------------------------------------------- | ---------------------------------- | ---------------------------- | ---------------------- |
| 2001 | Белая сила                                   | White Power                        | девушка на вечеринке         | Короткометражный фильм |
| 2004 |                                              | The Liberation of Everyday Life    | Флора                        | Короткометражный фильм |
| 2007 |                                              | Awesometown                        | официантка                   | Короткометражный фильм |
| 2010 | Супер Макгрубер                              | MacGruber                          | Клоки                        |                        |
| 2014 | Прогулка среди могил                         | A Walk Among the Tombstones        | Мари Готтскинд               |                        |
| 2016 |                                              | Paper Anchor                       | Кэролайн                     |                        |
| 2016 | Поп-звезда: не переставай, не останавливайся | Popstar: Never Stop Never Stopping | член команды документалистов |                        |

Телевидение
| Год  | Русское название | Оригинальное название | Роль        | Примечания                          |
| ---- | ---------------- | --------------------- | ----------- | ----------------------------------- |
| 2002 | Спин-Сити        | Spin City             | Кэрри       | Эпизод: «Eyes Wide Open»            |
| 2008 |                  | The All-For-Nots      | Хизер       | Повторяющаяся роль, 2 эпизода       |
| 2009 | Отцы-одиночки    | Single Dads           | Джилл       | Эпизод: «Meeting Girls in the Park» |
| 2020 | Ход королевы     | The Queen's Gambit    | Альма Уитли | Регулярная роль, 5 эпизодов         |